# Dočasná budova Zemského úřadu
Dočasná budova Zemského úřadu (ukrajinsky Тимчасова будівля Земського уряду, Tymčasova budivlja Zemskoho urjadu) se nachází v ukrajinském městě Užhorod, v jeho místní části Malé Galago, na rohu ulic Dovženka a Braščajkiv. Budova, kterou ve stylu tehdy populárního rondokubismu navrhl architekt Alois Dryák, byla dokončena v roce 1924.
Třípatrová budova měla sloužit pro potřeby správy Podkarpatské Rusi pouze dočasně, do vybudování nového, reprezentativního sídla. Tím se nakonec stala budova dnešní Oblastní rady, která byla dokončena v polovině 30. let 20. století. Pro dočasné sídlo Zemského úřadu zvolil Dryák řadu prvků typických pro 20. léta 20. století, které bývají také popisovány jako „národní styl“. Fasáda byla provedena v okrové budově. Pod střechou se nachází červený dekorativní pás, který nebyl uplatněn na fasádě již nikde jinde, a to proto, aby vynikly rondokubistické prvky na fasádě.
Budova po dokončení dnešní Oblastní rady začala sloužit především jako obytný dům. 